# Emberá (langue)
L'emberá (ou chocó) est une famille de langues parlées par 100 000 personnes dans le nord-ouest de la Colombie et le sud-est du Panama. Il appartient à la famille des langues chocó.
Embera, Emperã, Empena, Eberã, Epena sont des variantes de noms pour cette langue qui ont pour signification « être humain ».

## Classification
La langue emberá se divise en :
- Langues emberá du Nord
  - L'embera darién
  - L'emberá catío
- Langues emberá du Sud
  - L'embera chamí
  - L'embera tadó ou emberá basurudó
  - L'epena saija ou epena pedée